# Moie
Moie è una frazione del comune di Maiolati Spontini, in provincia di Ancona. È situata nella Vallesina (la valle attraversata dal fiume Esino).

## Geografia fisica
Centro contiguo alle frazioni "Stazione" del comune di Castelbellino e "Pozzetto" del comune di Castelplanio.
La cittadina è attraversata dal fiume Esino per tutta la sua lunghezza.
È separata a nord dal comune di Montecarotto da una collina, definita dagli abitanti "Monte Taddé", mentre a nord-ovest confina con la frazione Pozzetto di Castelplanio. Ad est confina con la frazione di Scorcelletti. A sud-est confina (avendo in comune la strada principale con essa) con la frazione Stazione del comune di Castelbellino, comune con cui confina per tutto il lato sud del paese, tranne che per la strada che congiunge il comune stesso alla frazione, definita dagli abitanti "strada Boccolina", a causa della sua pendenza e del grande numero di curve difficili che la caratterizzano in pericolosità. Infine ad ovest confina con il comune di Castelplanio.

## Storia

### L'Abbazia benedettina e il Castello di Moie
Nei secoli a ridosso dell'anno Mille sorsero e si svilupparono le prime abbazie benedettine nella Vallesina; i monaci immessi dalla Santa Sede bonificarono infatti la ricca vallata.
La prima memoria storica dell'Abbazia di Santa Maria delle Moie (Santa Maria Plani Mollearum) si ha nel 1201, quando il suo abate Guido di Simone è indicato presente quale testimone all'atto di sottomissione dei Conti di Moie, dopo che Jesi ne aveva distrutto il castello, ma certamente tale abbazia esisteva già da tempo, come attesta lo splendido tempio che per i suoi caratteri architettonici e stilistici viene fatto risalire alla seconda metà del XII secolo. Già da allora essa faceva parte delle chiese che offrivano ristoro, ospizio e servizio ospedaliero (Domus Hospitales) ai viandanti e pellegrini (definiti per l'appunto Romei) che si recavano a Roma per devozione.
L'Abbazia era ubicata in mezzo alla selva detta Santa, al margine della riva sinistra dell'Esino, con la tipica moja (zona paludosa), da cui il nome dell'abbazia stessa. In quel periodo, unica testimonianza dell'insediamento accentrato sulla valle a sinistra dell'Esino era il Castrum Mollearum, posto presso l'Abbazia Santa Maria, ai piedi della fascia collinare.

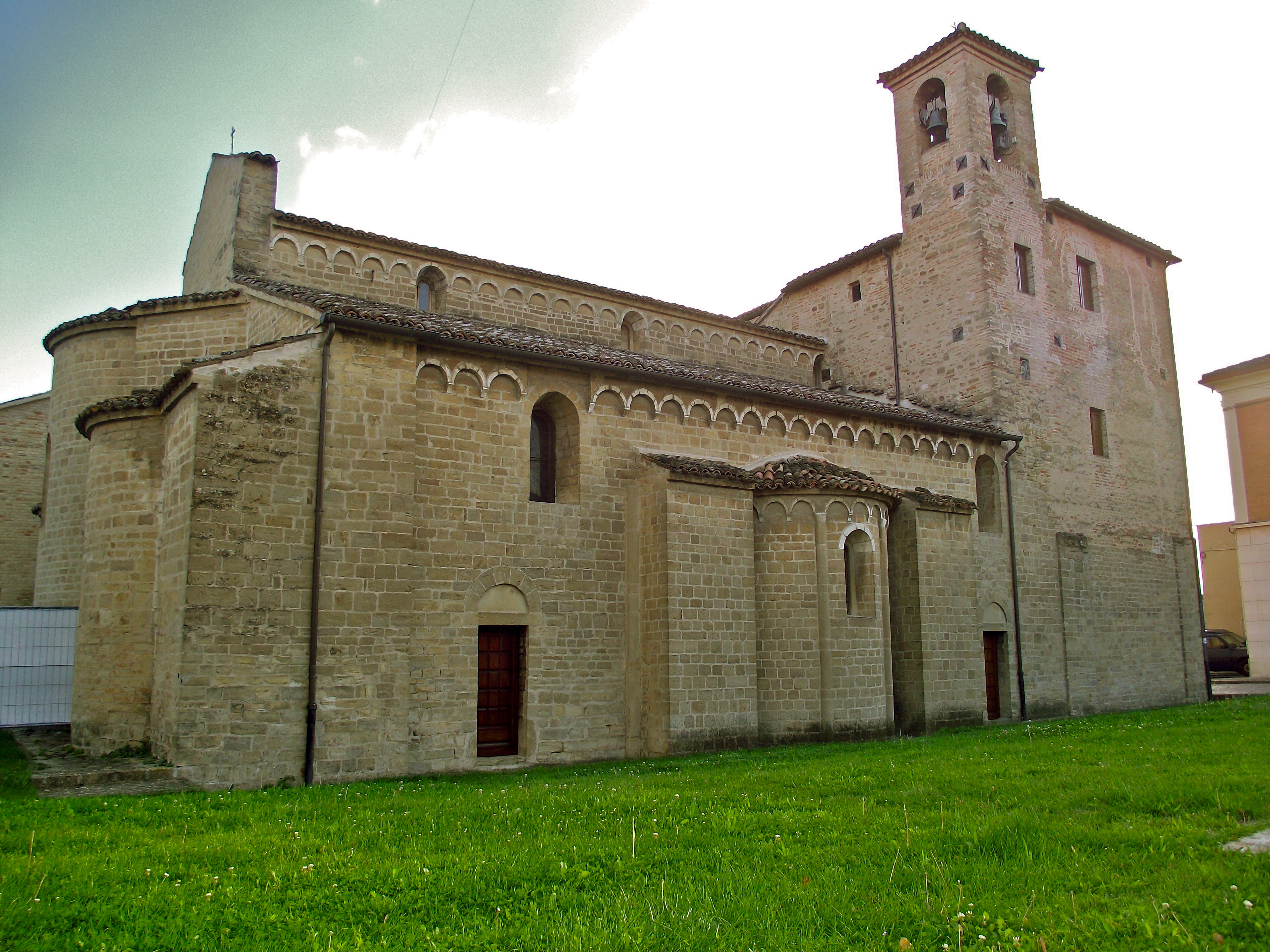
L'abbazia benedettina Santa Maria delle Moie

I Signori di Moie erano i fratelli Oradone, Tommaso e Mollario; essi non avevano ceduto pacificamente alle richieste jesine di assicurarsi il controllo della principale arteria valliva, per cui il castello era stato assalito. Il 14 luglio 1201 avvenne l'atto di pacificazione tra le due parti; in esso gli ex-signori di Moje promisero di non ricostruire il castello in cambio di una cospicua somma e di un terreno per costruire le loro residenze a Jesi, fuori dalla porta S. Martino.
La distruzione del castello non segnò la fine della vita associativa nell'area di Moie: presso l'Abbazia sorse la Villa Nova de Moleis (legata, come suggerisce il nome, al processo di bonifica e disboscamento della selva circostante).
Attraverso il catasto Diocesano del XIII secolo possiamo sapere che la popolazione che gravitava intorno a Santa Maria delle Moie si attestava intorno alle 25 famiglie.
L'Abbazia era, quindi, il centro di aggregazione più importante, ma era anche molto potente, dato che tra i suoi beni contava circa 430 ettari di terreno, quasi tutti posti nella fertile pianura dell'Esino.
Le carestie e le epidemie che devastarono l'Europa nel XIV secolo non risparmiarono l'Italia e la zona dell'Esino, che si spopolò; avanzò l'incolto così da essere di nuovo menzionata la vecchia selva dell'abbazia di Moie.
Nel XV secolo i beni dell'Abbazia passarono al capitolo della Cattedrale di Jesi.  Il fiume Esino, che divide in due il territorio comunale, oltre a determinare lo sviluppo della vallata, determinò anche la nascita della parrocchia di Santa Maria delle Moie.
Questa venne istituita il 2 agosto 1600 dal vescovo Marco Agrippa Dandini per soddisfare la richiesta della popolazione del luogo, che spesso non poteva ricevere i sacramenti o assistere alle sacre funzioni per l'impossibilità di attraversare il fiume o per la distanza dai rispettivi castelli.

### 1800
Col proseguire degli anni la vallata si arricchì di mulini e di attività agricole, dalla coltura del riso (che fu poi tolta, essendo causa di malattie mortali, come la malaria) a quella dei foraggi.
Fu solo con l'arrivo dei francesi in Italia tra il Sette e l'Ottocento che venne dato uno scossone anche ai vecchi sistemi di amministrazione dello Stato Pontificio (di cui la Vallesina faceva parte).
Sino al 1800 la vallata ed i suoi mulini annessi furono di proprietà del comune di Jesi, e, a livello amministrativo più in alto, dello Stato Pontificio. Nel 1801 essa passò in proprietà alla Reverenda Camera Apostolica (in pratica il Demanio Pontificio) che nel 1824 lo vendette (all'asta) al Marchese Stefano Ludovico Pallavicino, i cui discendenti continuarono a godere della proprietà sino al 1916, cioè fino alla nota sentenza della Magistratura italiana che dichiarò le acque fluenti e scorrenti proprietà dello Stato.
Il “Vallato Pallavicino” assolveva al funzionamento dei mulini per l'agricoltura e per l'orticoltura.
Dopo l'annessione del territorio marchigiano al Regno d'Italia, in base al Decreto del 3 gennaio 1861, vennero messi in vendita i beni ecclesiastici, con l'intento di far nascere una nuova classe di coltivatori diretti; invece si determinò l'acquisizione di tali beni da parte dei ceti più abbienti del Regno, che a Maiolati furono rappresentati dal Marchese Domenico Pallavicino da Genova, il quale acquistò 248 ettari (di cui 183 a Moie).
A Moie i catasti urbani non registravano edifici oltre la chiesa e la casa parrocchiale fino al 1875, quando vennero censite la casa del Marchese Pallavicino, un edificio comunale usato come scuola e bottega e una casa cantoniera della ferrovia. Solo nel censimento del 1901 si registrò l'esistenza di un agglomerato di case tali da formare una frazione o almeno una borgata.
Esistevano però edifici in campagna utili per riporre gli attrezzi, per ricoverare gli animali, ma anche e soprattutto per farvi abitare il colono che così poteva sorvegliare le coltivazioni. Edifici con una struttura esterna in muratura ed un primo piano sostenuto da assi di legno costituivano il tipo di casa colonica più diffuso.
A Moie, per la mancanza di un borgo consistente fino al XX secolo, le famiglie polinucleari costituivano oltre un terzo del totale ed il 60% della popolazione viveva in esse.
Il quadro della realtà sociale è dato dallo stato delle anime del 1891, secondo il quale il 40% delle famiglie aveva come capofamiglia un mezzadro ed il 28% ne aveva uno indicato come bracciante, giornaliero o casanolante.
Elemento trainante dello sviluppo viario dopo l'Unità fu la realizzazione della ferrovia lungo tutta la Vallesina. L'inaugurazione della Roma-Ancona avvenne il 29 aprile 1866: per la prima volta il treno percorse la valle tra il mare e la Gola della Rossa. La nuova linea ferroviaria modificò profondamente il paesaggio e la sua stessa costruzione fu un avvenimento che scosse quelle quiete contrade. Vi furono anche riflessi economici innovativi: diversi lavoratori locali vi trovarono occupazione, si aprirono attività di tipo ristorativo e commerciale, si produssero anche i primi insediamenti “urbani” lungo la Strada Clementina (così chiamata tuttora dal 1733).

### 1900
Lo sviluppo di Moie è relazionato direttamente con la nascita della ferrovia, nonché con l'antica strada Clementina, la cui importanza crebbe nel corso del Novecento con lo sviluppo dell'industria e del traffico automobilistico. 
Crescendo le richieste di terreno per costruire, emerse la necessità di reperimento di nuove aree edificabili e di un piano regolatore. Questo, redatto nel 1907, previde insediamenti abitativi sui terreni del Marchese Pallavicino.
Dopo alcune vicissitudini prettamente burocratiche, si ebbe la nascita, intorno al 1910, del primo nucleo abitativo di Moie, tuttora esistente e chiamato popolarmente “Le Casette”.
Da lì in poi si ebbe uno sviluppo sempre costante della città: nuovi lavori, nuovi edifici (scuole, alimentari) destarono la popolazione e si ebbe così la crescita, sia a livello demografico che geografico, di Moie. 

### Il secondo dopoguerra
La crescita fu esponenziale dopo i due dopoguerra, con la nascita di farmacie, piazze, il mercato settimanale (istituito il 14 aprile 1946), la nuova scuola e il cinema; man mano quella che era una valle paludosa fu ribonificata non tanto a livello naturale, quanto con l'arrivo di nuovi abitanti, che tuttora determinano una continua crescita della cittadina, che si è arricchita di nuove strutture sportive e culturali.

## Monumenti e luoghi d'interesse

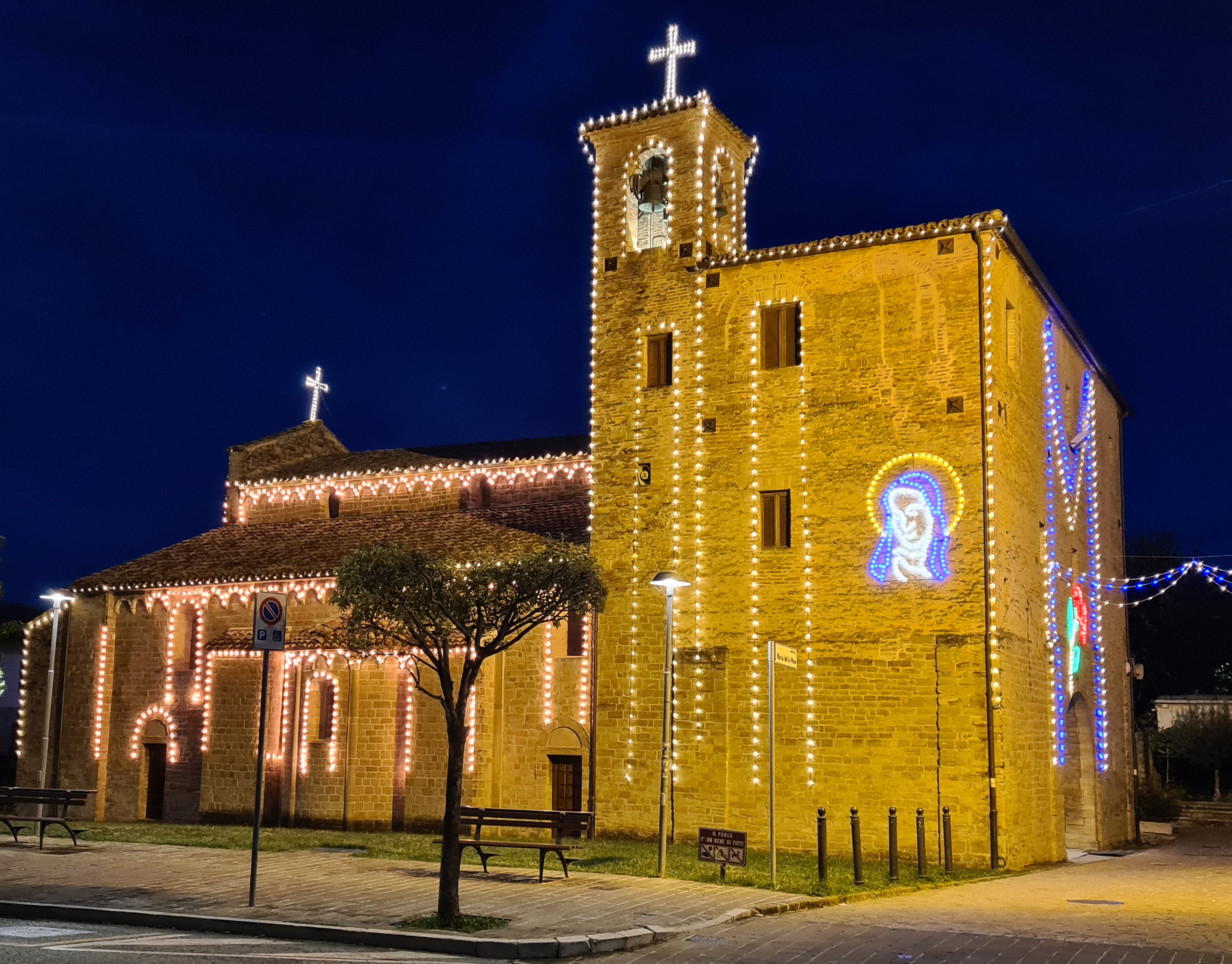
Abbazia di Santa Maria delle Moie

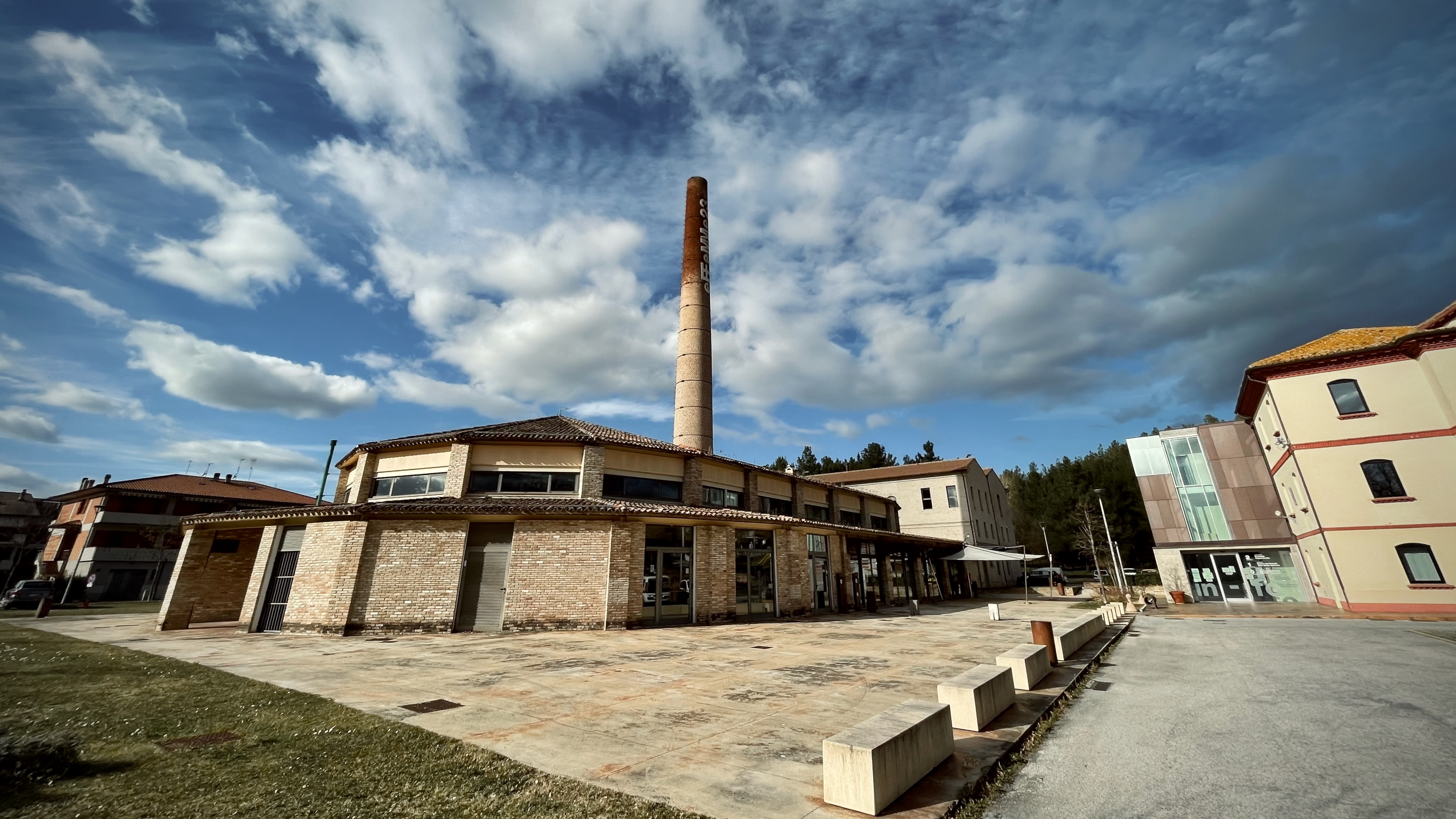
Il polo culturale "eFFeMMe23"

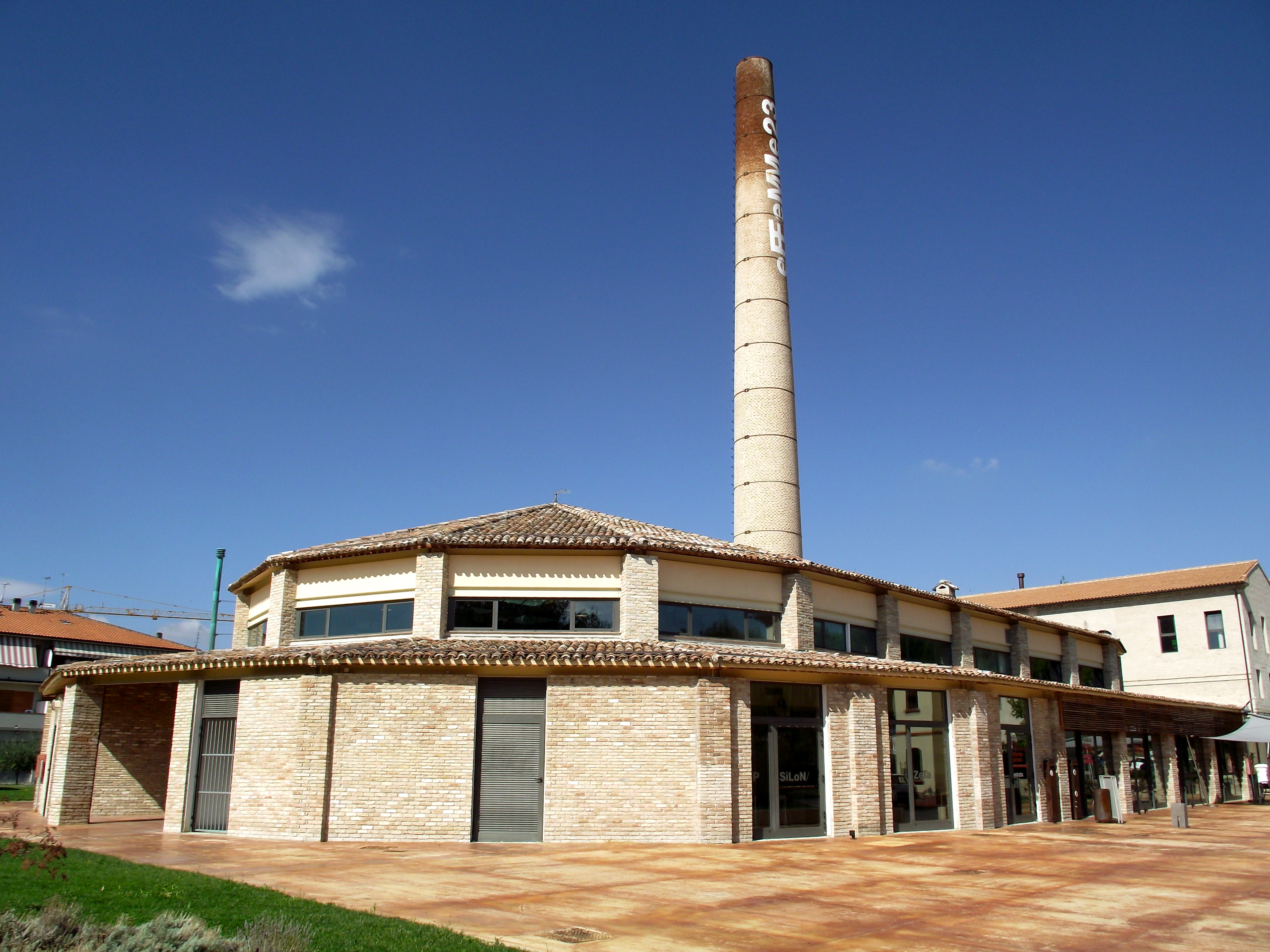
Il polo culturale "eFFeMMe23"

### Abbazia di Santa Maria delle Moie
L'abbazia di Santa Maria delle Moie, situata a Moie, è un'abbazia risalente al XII secolo. 
Rappresenta un esempio significativo di architettura romanica della regione Marche. Ora completamente inglobata nell'omonima cittadina, sorgeva inizialmente fuori dal centro abitato sulla riva sinistra del fiume Esino e lungo l'antica via Flanbenga

### Fornace laterizi di Moie
Il complesso architettonico dell’ex fornace di Moie, costruito a ridosso di una cava d’argilla dismessa, costituisce una pregevole testimonianza di archeologia industriale della vallesina. È principalmente composto da due edifici di tipologia ed uso diversi. Il primo fabbricato, posto all’ inizio del processo di produzione dei laterizi, era destinato alla lavorazione delle materia prima ed era predisposto per l’installazione delle macchine per la lavorazione dell’argilla. Il secondo è un forno Hoffmann di forma ellittica in cui venivano cotte le terre. La superficie totale degli edifici e di mq 4.210; l'area coperta destinata a sede del Consorzio intercomunale Servizi è di mq 700; l'area coperta per la biblioteca-mediateca e sedi di associazioni è di mq 1.190.
L'edificio ottocentesco a forma ellittica e di notevoli dimensioni (circa 1190 metri quadrati di coperto destinati al pubblico)  ospita al suo interno il polo culturale "eFFeMMe23". Il polo è stato inaugurato il 1º dicembre 2007 dopo un intervento di restauro del complesso iniziato nel 2003 e affidato all'architetto Nazzareno Petrini .
Polo culturale "eFFeMMe23"
La nuova denominazione dell'edificio "Polo EffeMMe23" è stata scelta in quanto acronimo di fornace Moie, mentre il numero 23 ricorda il 1923, data in cui la fornace venne organizzata in maniera industriale e dotata del forno Hoffmann. Inoltre il 23 è il numero civico dell’intera area. Il polo culturale comprende vari luoghi di aggregazione: la biblioteca comunale, una sala riunioni, una sala per laboratori e uno spazio mostre collocato nel forno della fornace.

### Aree naturali
La "Via dei Tesori" è una pista ciclabile ed area naturalstica, parte della Ciclabile del Fiume Esino , che costeggiando il fiume Esino permette di raggiungere il mare.

## Sport

### Calcio
La squadra di calcio locale è il Moie Vallesina A.S.D., che ha sempre militato in campionati dilettantistici di livello regionale. I colori sociali sono il rosso ed il blu.